# Sincey-lès-Rouvray
Sincey-lès-Rouvray är en kommun i departementet Côte-d'Or i regionen Bourgogne-Franche-Comté i östra Frankrike. Kommunen ligger i kantonen Saulieu som tillhör arrondissementet Montbard. År 2022 hade Sincey-lès-Rouvray 103 invånare.

## Befolkningsutveckling
Antalet invånare i kommunen Sincey-lès-Rouvray
Referens:INSEE